# 沃洛特區

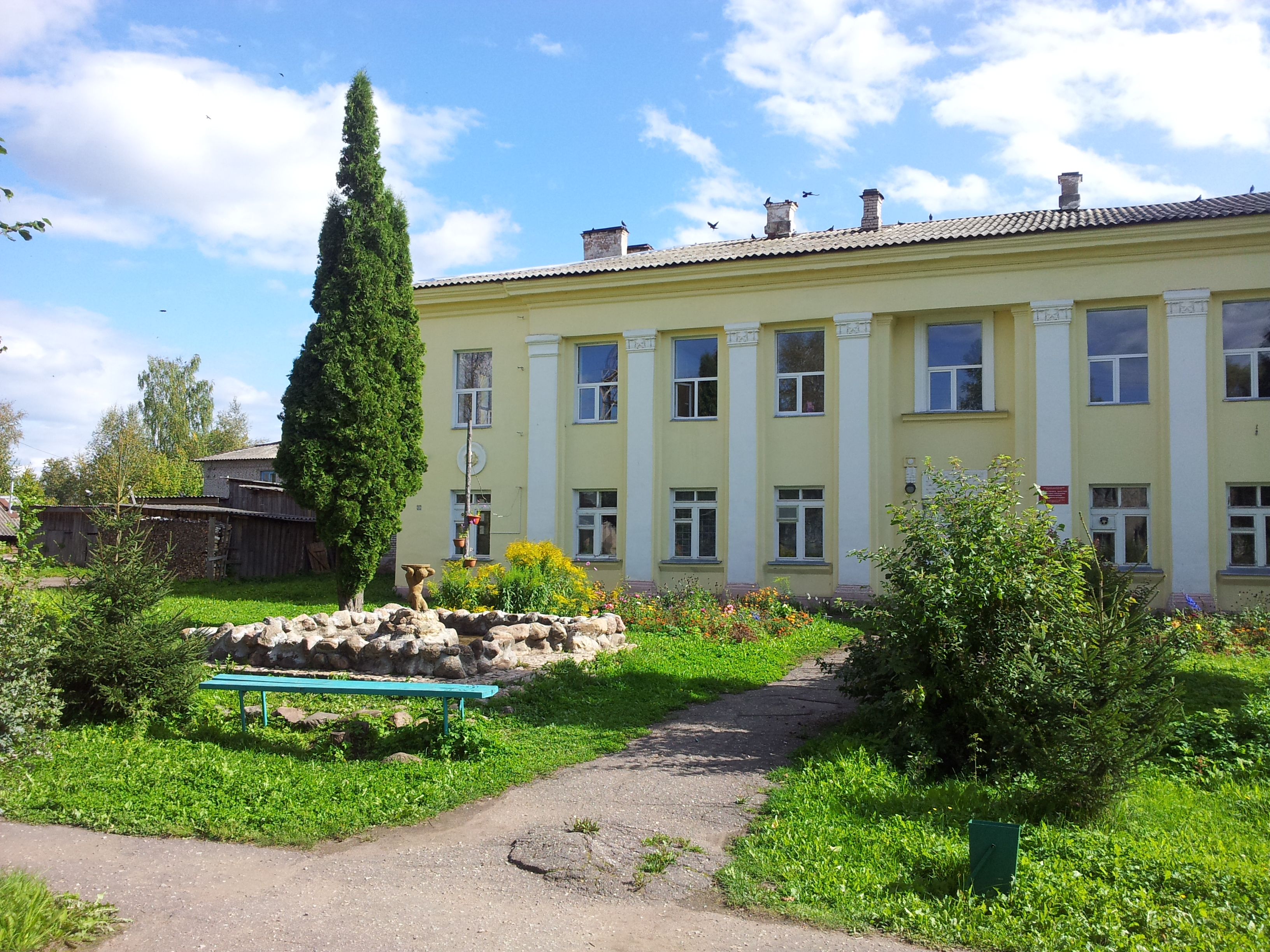

57°56′N 30°42′E / 57.933°N 30.700°E
沃洛特區（俄语：Волотовский район），是俄羅斯的一個區，位於該國西北部，由諾夫哥羅德州負責管轄，始建於1927年10月1日，面積995平方公里，2010年人口5,493，人口密度每平方公里5.52人。